# Lučnik
Lučniki (Verbascum) so rod rastlin iz družine črnobinovk (Scrophulariaceae). V rod lučnikov spada okoli 360 vrst. Izhajajo iz Evrope in Azije, največjo raznolikost vrst pa nahajamo v Sredozemlju.

## Uporaba lučnikov kot zdravilnih rastlin
Več vrst lučnikov se uporablja kot zdravilne rastline, in sicer navadni lučnik (Verbascum phlomoides), velecvetni lučnik (Verbascum densiflorum ali Verbascum thapsiforme) in drobnocvetni lučnik (Verbascum thapsus). Uporabni so predvsem cvetovi rastline, ki se nabirajo v suhem in sončnem vremenu od julija in septembra. Lučnik se uporablja kot čajni pripravek. Zaradi visoke vsebnosti sluzi lučnik blaži kašelj, zaradi vsebnosti saponinov pa pospešuje izkašljevanje. Saponini spodbudijo zdrave celice, da razredčijo izmeček in ta lažje zdrsi po dihalnih poteh, zdravilne sluzi pa zaščitijo poškodovane celice in jim omogočijo, da se obnovijo in usposobijo za izkašljevalno nalogo.

## Vrste
| - Verbascum acaule (Bory & Chaub.) Kuntze - Verbascum adeliae Heldr. - Verbascum adenanthum Bornm. - Verbascum adrianopolitanum Podp. - Verbascum anisophylum Murb. - Verbascum arcturus L. - Verbascum argenteum Ten. - Verbascum baldaccii Degen - Verbascum banaticum Schrad. - Verbascum barnadesii Vahl - Verbascum bithynicum Boiss. - Verbascum blattaria L. – grozdasti lučnik - Verbascum boerhavii L. - Verbascum boissieri (Heldr. & Sart.) Kuntze - Verbascum botuliforme Murb. - Verbascum bombyciferum Boiss. - Verbascum bugulifolium Lam. - Verbascum chaixii Vill. – lirasti ali Chaixov lučnik - Verbascum charidemii Murb. - Verbascum chinense (L.) Santapau - Verbascum chrysanthum Murb. - Verbascum creticum (L.) Cav. - Verbascum cylindrocarpum Griseb. - Verbascum cyleneum (Boiss. & Heldr.) Kuntze - Verbascum daenzeri (Fauché & Chaub.) Kuntze - Verbascum damascenum. - Verbascum davidoffii Murb. - Verbascum decorum Velen. - Verbascum delphicum Boiss. & Heldr. - Verbascum densiflorum Bertol. – velecvetni lučnik ali papeževa sveča - Verbascum dentifolium Delile - Verbascum dieckianum Borbás & Degen - Verbascum dimoniei Velen. - Verbascum dingleri Mattf. & Stef. - Verbascum dumulosum P.H.Davis - Verbascum durmitoreum Rohlena - Verbascum epixanthinum Boiss. & Heldr. - Verbascum eriophorum Godr. - Verbascum euboicum Murb. & Rech.f. - Verbascum foetidum Boiss. & Heldr. - Verbascum formosum Fisch. ex Schrank - Verbascum friedrichsthalianum Kuntze - Verbascum georgicum Benth. - Verbascum glabratum Friv. - Verbascum glandulosum Delile - Verbascum gnaphalodes M.Bieb. - Verbascum graecum Heldr. & Sart. ex Boiss. - Verbascum guicciardii Heldr. ex Boiss. - Verbascum halacsyanum Sint. & Bornm. ex Halácsy - Verbascum haussknechtii Heldr. ex Hausskn. - Verbascum hervieri Degen - Verbascum herzogii Bornm. - Verbascum humile Janka - Verbascum hypoleucum Boiss. & Heldr. - Verbascum jankaeanum Pancic - Verbascum juruk Stef. - Verbascum laciniatum (Poir.) Kuntze - Verbascum lagurus Fisch. & C.A.Mey. | - Verbascum lanatum Schrad. – volnati lučnik - Verbascum lasianthum Boiss. ex Benth. - Verbascum leianthum Benth. - Verbascum leucophylum Griseb. - Verbascum levanticum I.K.Ferguson - Verbascum litigiosum Samp. - Verbascum longifolium Ten. - Verbascum longirostris (Murb.) Huber-Morath - Verbascum lychnitis L. – naprašeni lučnik ali plamenica - Verbascum macedonicum Kosanin & Murb. - Verbascum macrurum Ten. - Verbascum malophorum Boiss. & Heldr. - Verbascum mucronatum Lam. - Verbascum nevadense Boiss. - Verbascum nicolai Rohlena - Verbascum nigrum L. – črni lučnik ali babež - Verbascum niveum Ten. - Verbascum nobile Velen. - Verbascum gypsicola Vural & Aydoğdu - Verbascum olympicum Boiss. - Verbascum orientale (L.) Al. - Verbascum orphanideum Murb. - Verbascum ovalifolium Donn ex Sims - Verbascum paniculatum Wulf. - Verbascum pelium Halácsy - Verbascum pentelicum Murb. - Verbascum pestalozzae Murb. - Verbascum phlomoides L. – navadni lučnik ali kostnik - Verbascum phoeniceum L. – vijolični lučnik - Verbascum pinnatifidum Vahl - Verbascum pseudonobile Stoj. & Stef. - Verbascum pulverulentum Vill. – kosmičasti lučnik - Verbascum purpureum (Janka) Hub.-Mor. - Verbascum pycnostachyum Boiss. & Heldr. - Verbascum pyramidatum M.Bieb. - Verbascum reiseri Halácsy - Verbascum roripifolium (Halácsy) I.K.Ferguson - Verbascum rotundifolium Ten. - Verbascum rupestre (Davidov) I.K.Ferguson - Verbascum samniticum Ten. - Verbascum scardicola Bornm. - Verbascum shahsavarensis sotoodeh - Verbascum siculum Tod. ex Lojac. - Verbascum sinaiticum - Verbascum sinuatum L. – usločenolistni lučnik - Verbascum songaricum Schrenk. - Verbascum spathulisepalum Greuter & Rech. f. - Verbascum speciosum Schrad. – krasni lučnik - Verbascum spectabile M.Bieb. - Verbascum spinosum L. - Verbascum syriacum. - Verbascum tzar-borisii (Davidov ex Stoj.) Stef.-Gat. - Verbascum thapsus L. – drobnocvetni lučnik - Verbascum undulatum Lam. - Verbascum vandasii (Rohlena) Rohlena - Verbascum virgatum Stokes - Verbascum viridissimum Stoj. & Stef. - Verbascum widemannianum Fisch. & Mey. - Verbascum xanthophoeniceum Griseb. - Verbascum zuccarinii (Boiss.) I.K.Ferguson |